# Friedrich Lehmann (Architekt, 1889)

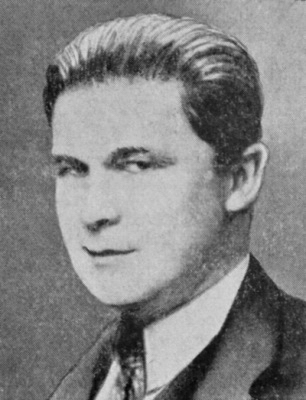
Fritz Lehmann, etwa 1931

Friedrich Lehmann, auch Fritz Lehmann, (* 18. Juli 1889 in Schluckenau, Böhmen; † 26. Oktober 1957 in Wien) war ein deutsch-böhmischer Architekt, Hochschullehrer und Architekturkritiker.

## Leben
Friedrich Lehmann besuchte das Gymnasium in Tetschen und studierte von 1910 bis 1914 Architektur an der Deutschen Technischen Hochschule Prag (DTH Prag). Im Ersten Weltkrieg wurde Lehmann in die k.u.k. Armee eingezogen und an der Ostfront eingesetzt. Nach dem Krieg setzte er das Studium an der Technischen Hochschule Wien für zwei Jahre fort und schloss es mit dem akademischen Grad Diplom-Ingenieur ab. Er arbeitete dann als Assistent bei Franz Schwertner (1858–1922) und ab 1922 als Supplent an der DTH Prag und wurde dort 1928 promoviert und später auch habilitiert. 1929 wurde er Assistenzprofessor. Er schrieb als Architekturkritiker für das Prager Tagblatt.
Lehmann war Freimaurer und wurde deshalb von der tschechoslowakischen Polizei observiert, die ihn auch der Spionage für das Deutsche Reich verdächtigte. Er wurde 1933 Mitglied der Architektenkammer, 1935 erhielt er eine Professur an der DTH Prag und war zwischen 1937 und 1942 mehrfach Mitglied des Prüfungskommission für das 2. Staatsexamen der Architekten. Nach der deutschen Besetzung 1939 behielt Lehmann seine Professur, obschon ihm von den Nationalsozialisten die Zugehörigkeit zu den Freimaurern vorgeworfen und sein Antrag auf Aufnahme in die NSDAP abgelehnt wurde. Zuvor hatte er dem Bund der Deutschen (Böhmen), DKV und der Sudetendeutschen Partei an.
Lehmanns Architekturstil stand in den 1920er Jahren unter dem Einfluss des Art déco, er setzte sich dann für den Funktionalismus ein. Er war Architekt verschiedener Versicherungsgebäude und Banken in der Tschechoslowakei, er entwarf das Prager Hotel Esplanade und schuf auch Grabmale, vornehmlich für Gräber auf dem Jüdischen Friedhof Žižkov.
Lehmann wurde 1945 nicht unmittelbar Opfer der Vertreibung der Deutschen aus der Tschechoslowakei, ging aber 1946 nach Wien und konnte danach wegen der kommunistischen Machtübernahme nicht mehr zurückkehren. Im Jahr 1946 wurde Lehmann Professor für Gebäudelehre an der Technischen Hochschule Wien. Er baute im kriegszerstörten in Wien 1946 ein Wohnhaus in Leichtbetonbauweise.

## Bauten
- 1925–1928: Kunstseidenfabrik in Lobositz
- 1928–1929: Gebäude für die Böhmische Diskontobank in Eger
- 1928–1929: Verwaltungsgebäude der Versicherung Riunione Adriatica di Sicurtà („Adria-Palast I“) mit Café in Aussig, Velká Hradební 484/2
- 1928–1930: Hotel Esplanade, Prager Neustadt
- 1930–1932: Verwaltungsgebäude der Versicherung Riunione Adriatica di Sicurtà („Adria-Palast II“) in Prag-Neustadt, Jungmannova 34
- 1931–1932: Wohn- und Geschäftshaus der Versicherung Riunione Adriatica di Sicurtà (Geschäftshaus Adria) in Pilsen, Klatovská třída 114/1
- 1933–1934: Umbau des Gartenhaustraktes des barocken Vernierovský Palasts Prag-Neustadt
- 1934: Umbau eines ursprünglich von Josef Gočár 1911 erbauten Wohnhauses in Prag–Hradčany
- 1934/35: Umbau des ehemaligen Deutschen Hauses in Prag-Neustadt, Na příkopě 859/22, jetzt Slovanský dům
- 1936: Palace Nisa der Generali-Versicherung in Reichenberg
- 1936: Umbau des eigenen Wohnhauses in Prag–Holešovice
- 1936–1937: Verwaltungsgebäude der Victoria-Versicherungsgesellschaft („Victoria-Palast“) in Prag-Altstadt, Revoluční 1006/5
- 1936–1937: Mehrfamilienwohnhaus in Prag-Neustadt
- 1936–1938: Wohnblock in Prag-Neustadt, Klimentská 2065/17
- 1937: Villa Manzer in Prag–Libeň, Gabčíkova 1384/5
- 1937–1938: Mehrfamilienwohnhäuser der Generali-Versicherung in Prag-Neustadt
- 1937–1938: Renovierung des „U Zlatého okouna“ der Tschechischen Diskontobank in  Prag–Altstadt
- nach 1946: Mitarbeit bei der Renovierung der Staatsoper Wien
- 1948–1949: Mitarbeit an der „Roter-Berg-Siedlung“ in Wien
- 1951–1952: Volksschule Coulombgasse in Wien

Bauten von Fritz Lehmann
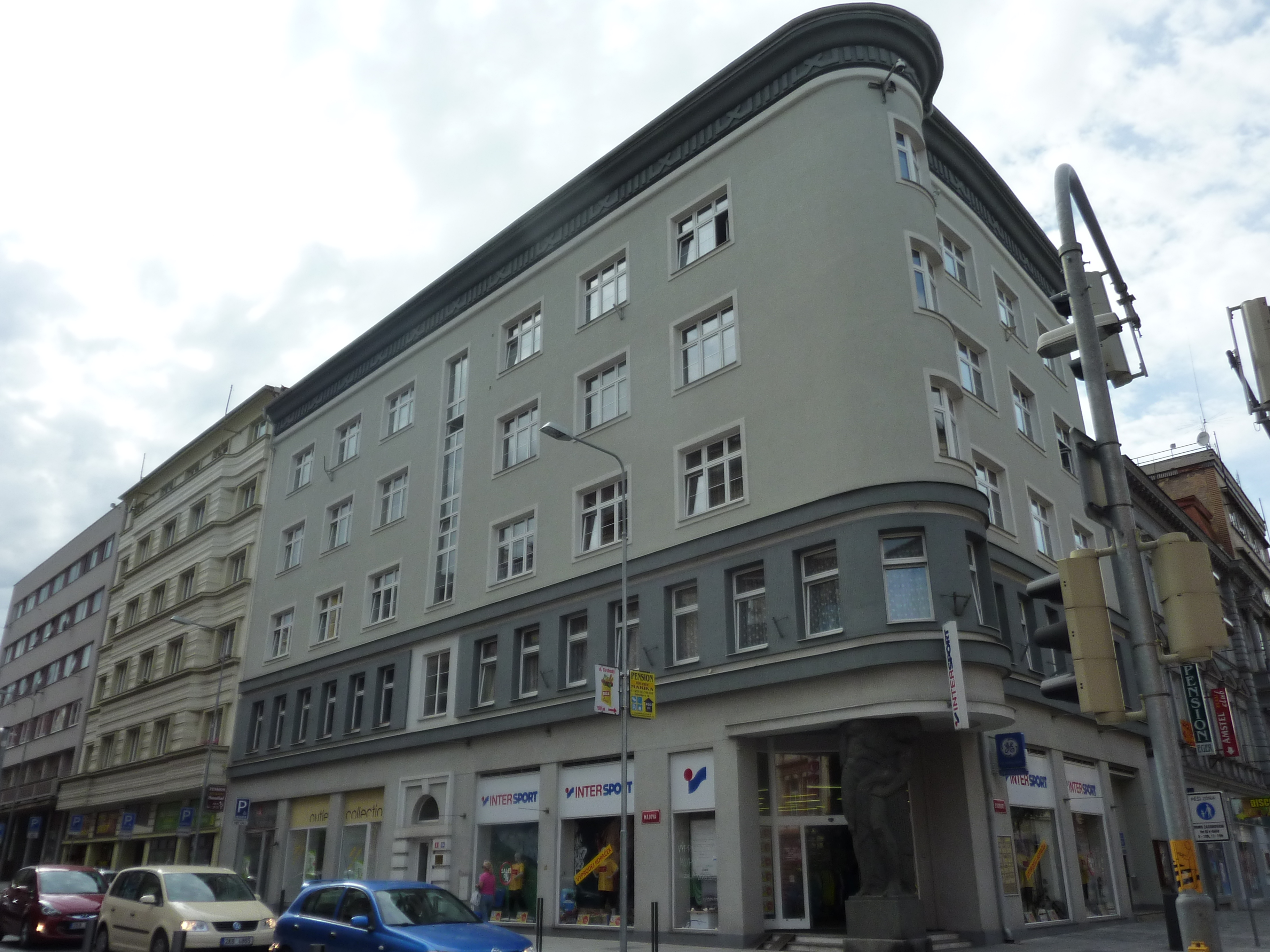
Böhmische Diskontobank in Eger
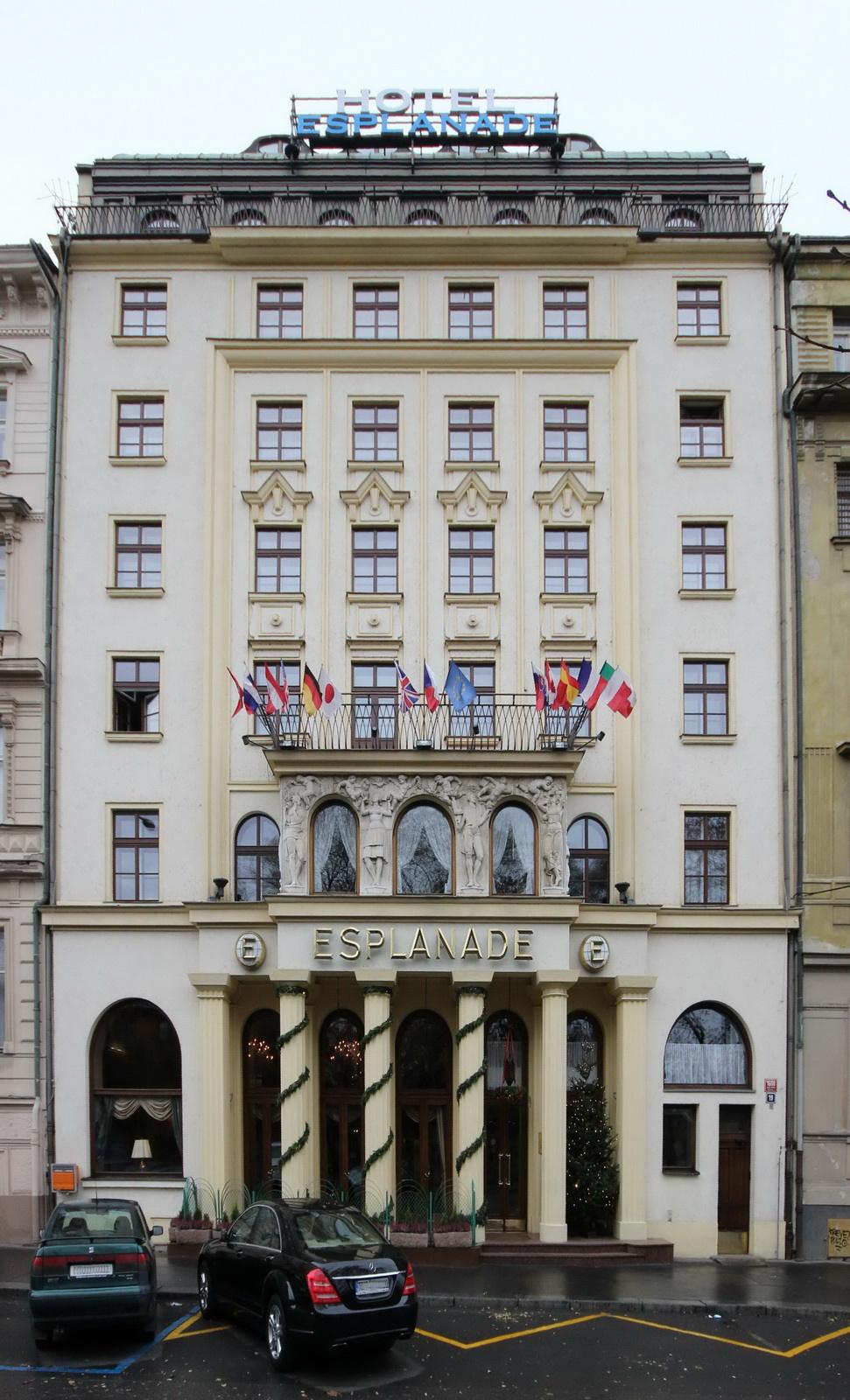
Hotel Esplanade in Prag
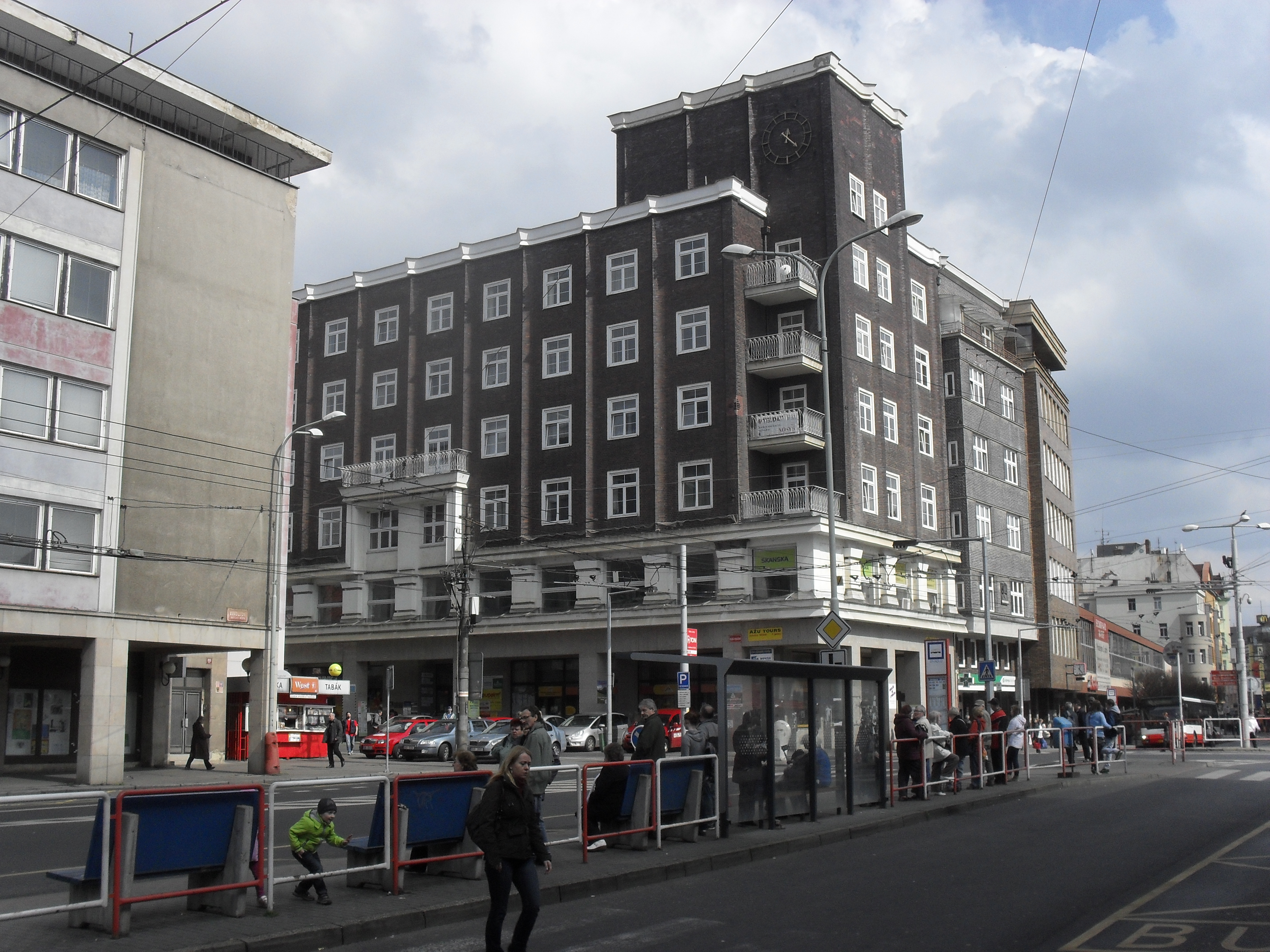
Riunione Adriatica di Sicurtà in Aussig (Adria-Palast I)
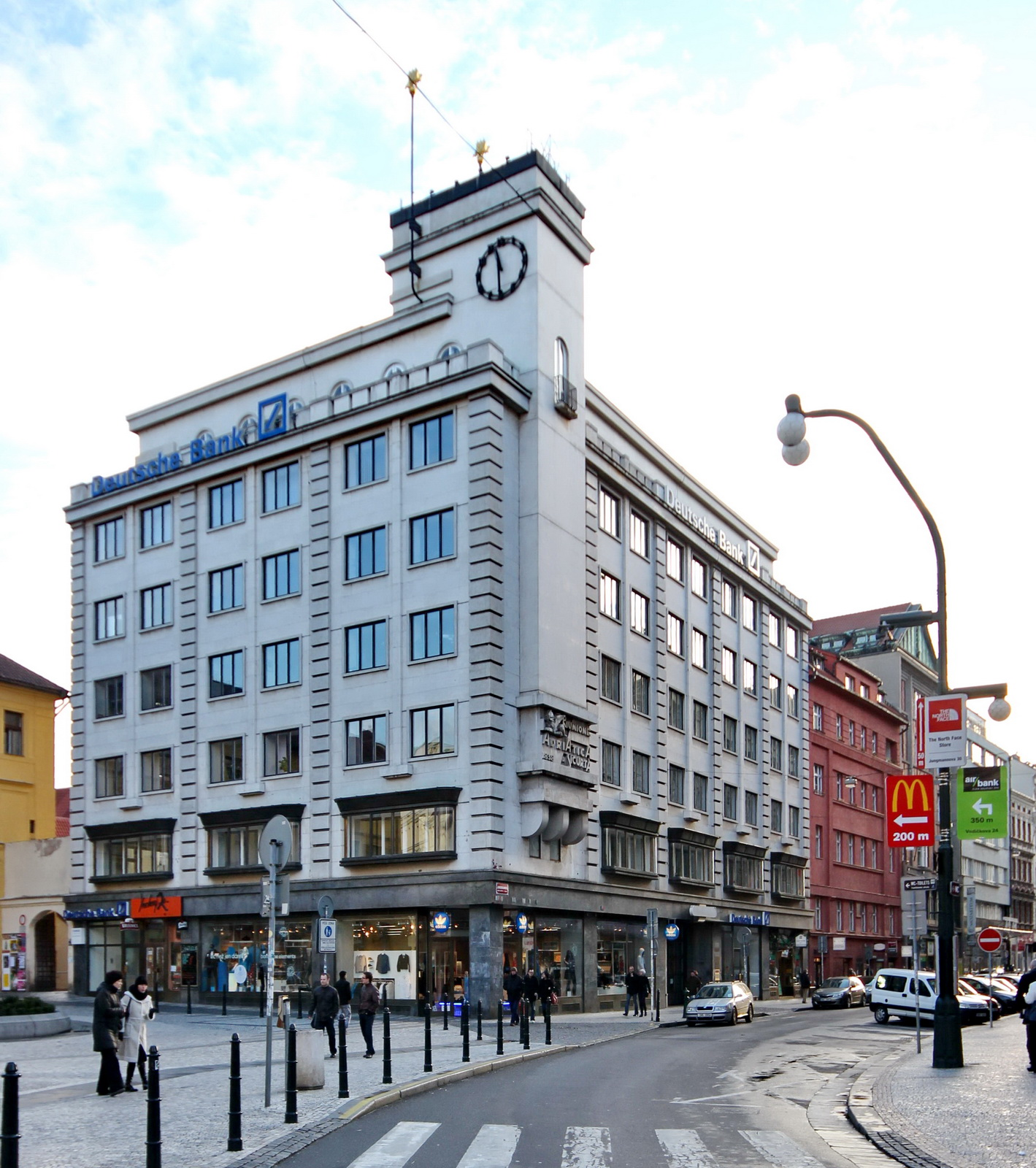
Riunione Adriatica di Sicurtà in Prag (Adria-Palast II)
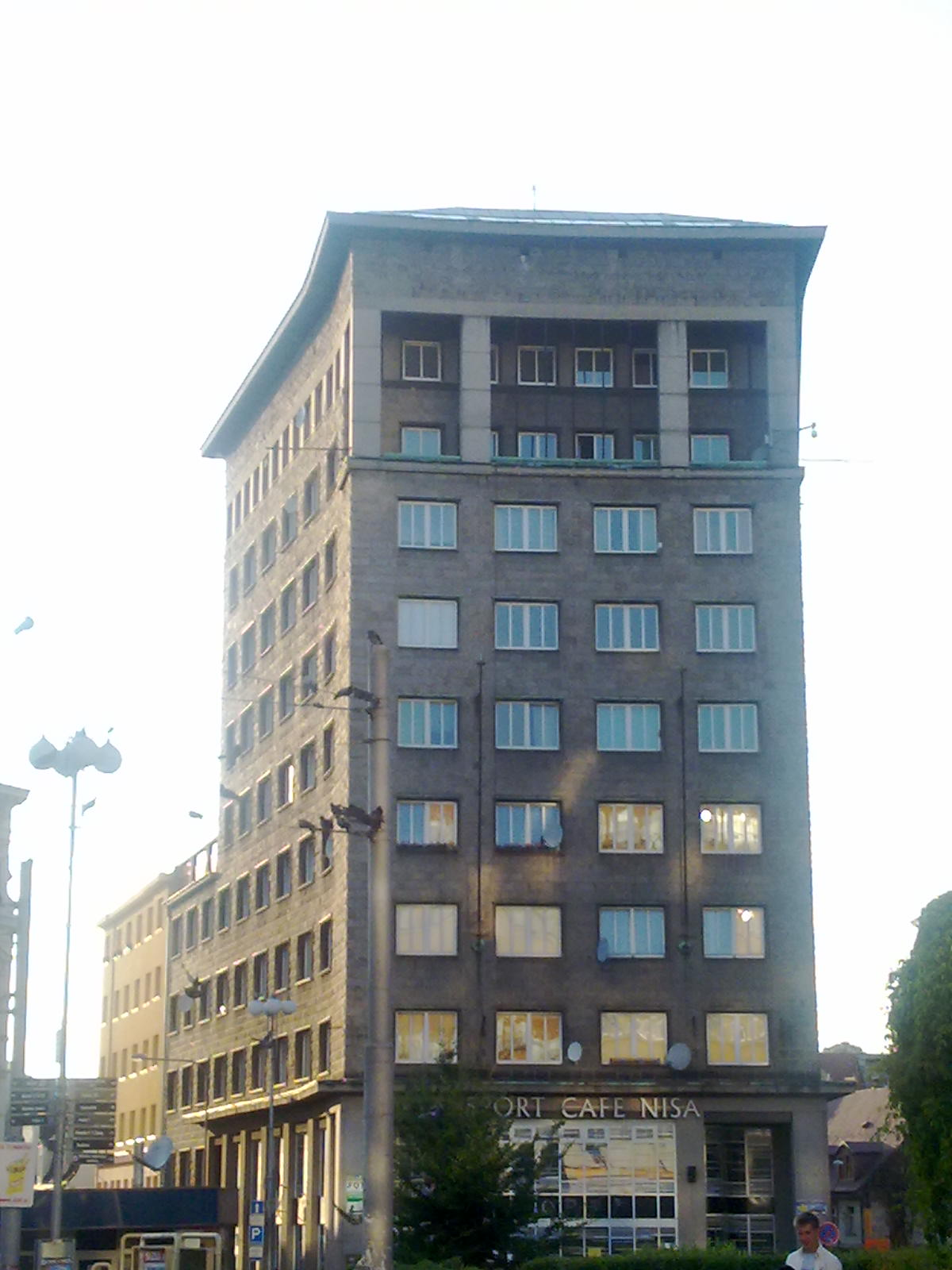
Generali-Versicherung in Reichenberg
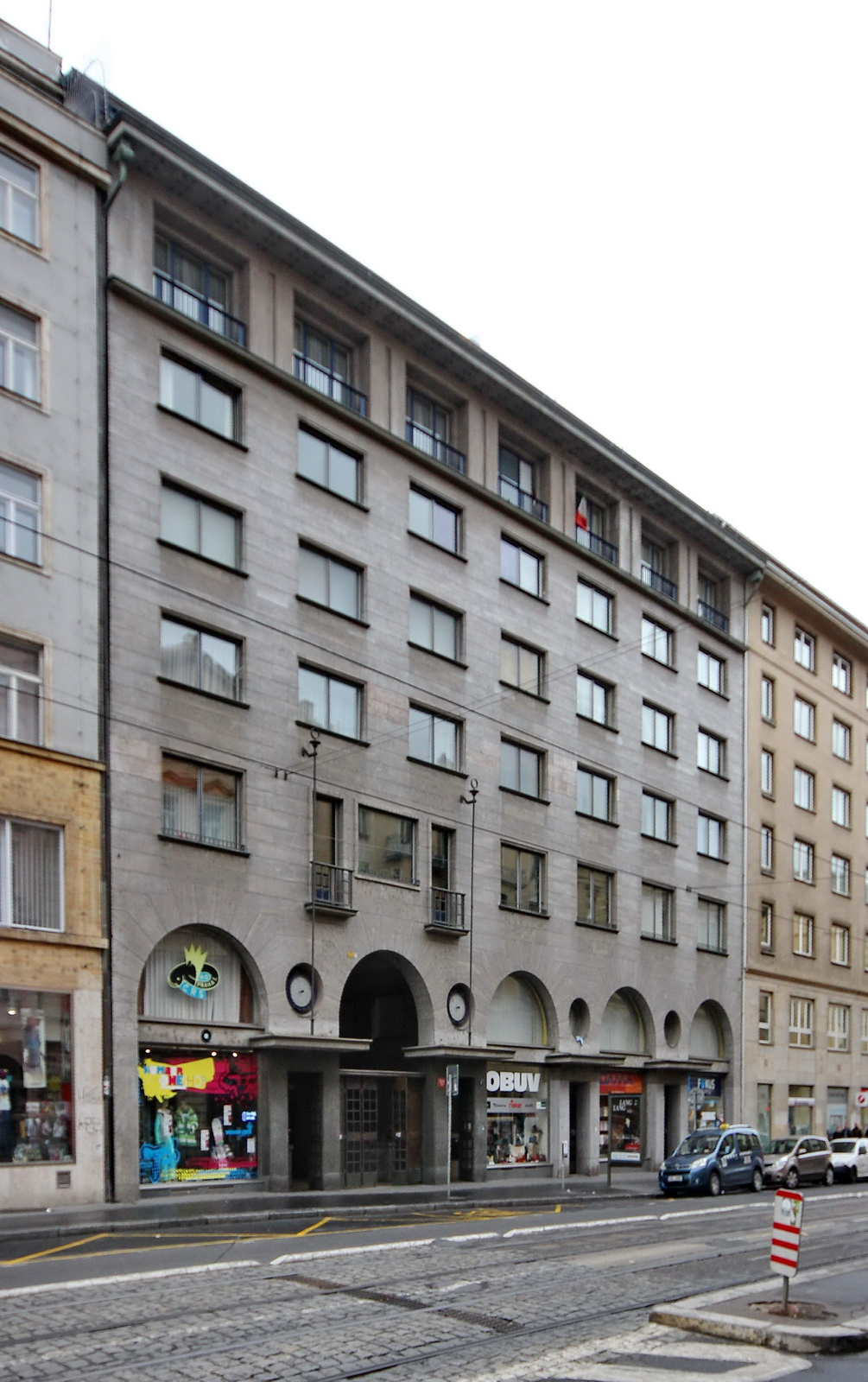
Victoria-Versicherung in Prag
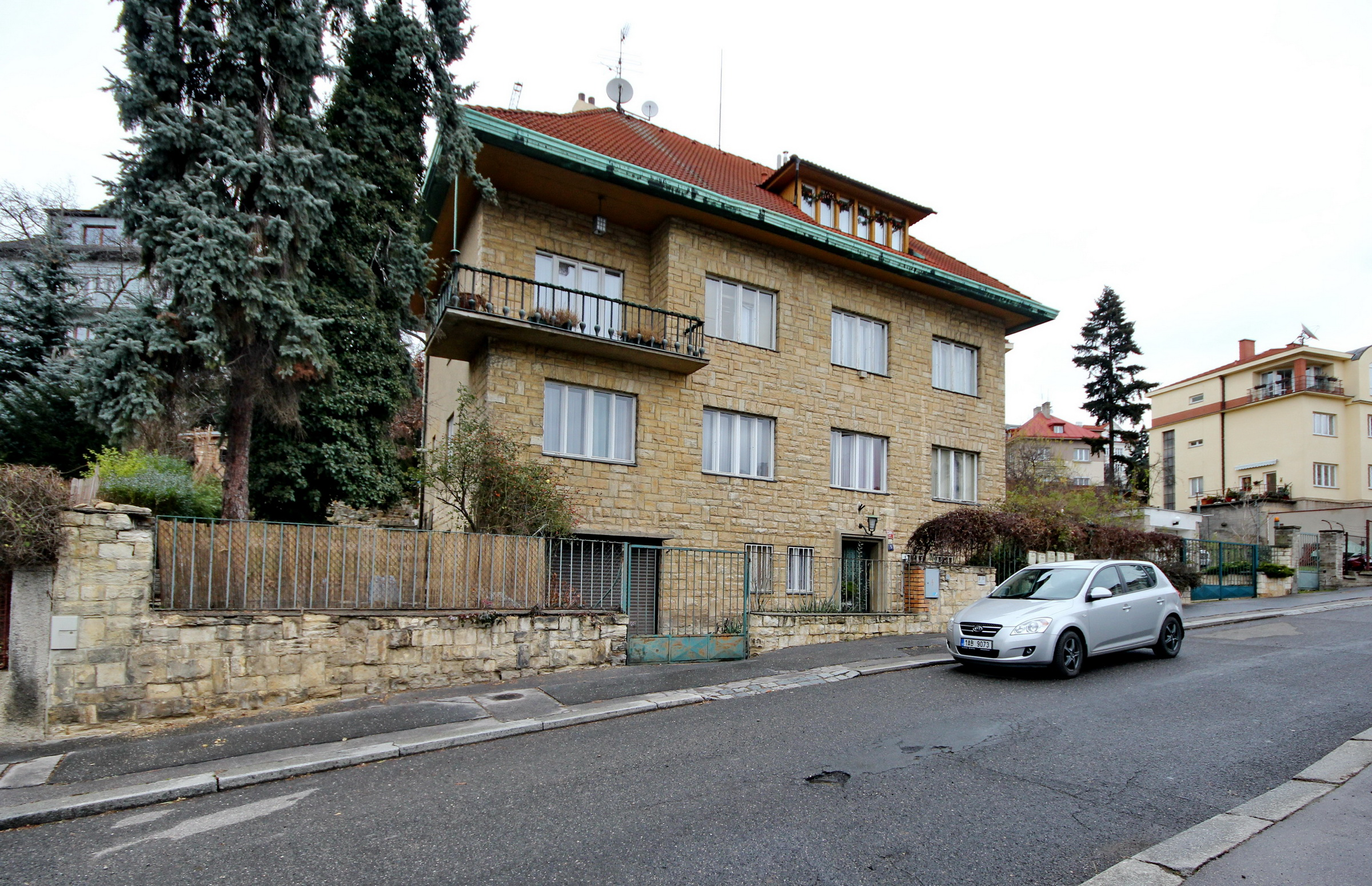
Villa Manzer in Prag
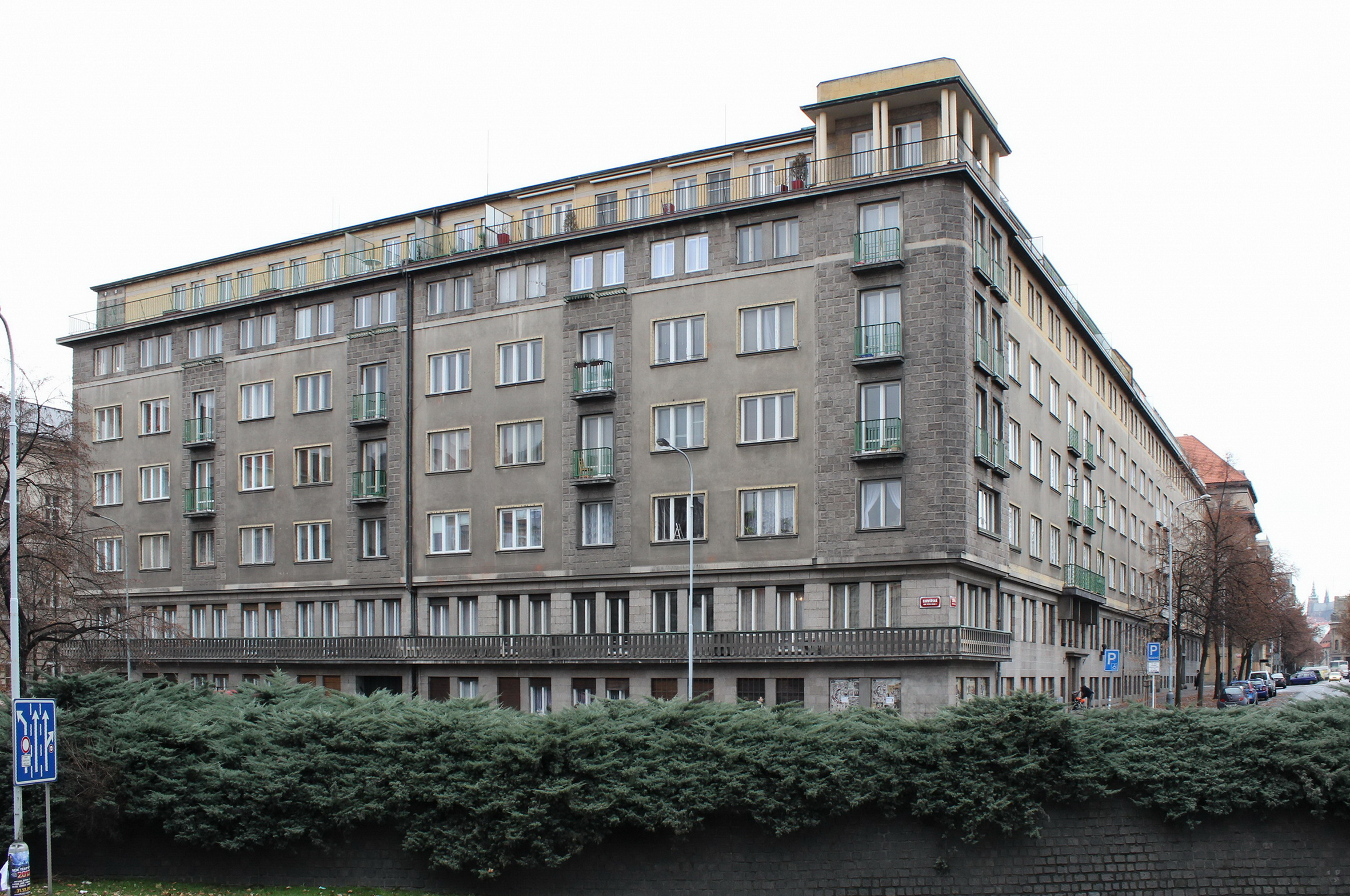
Mietshaus in Prag
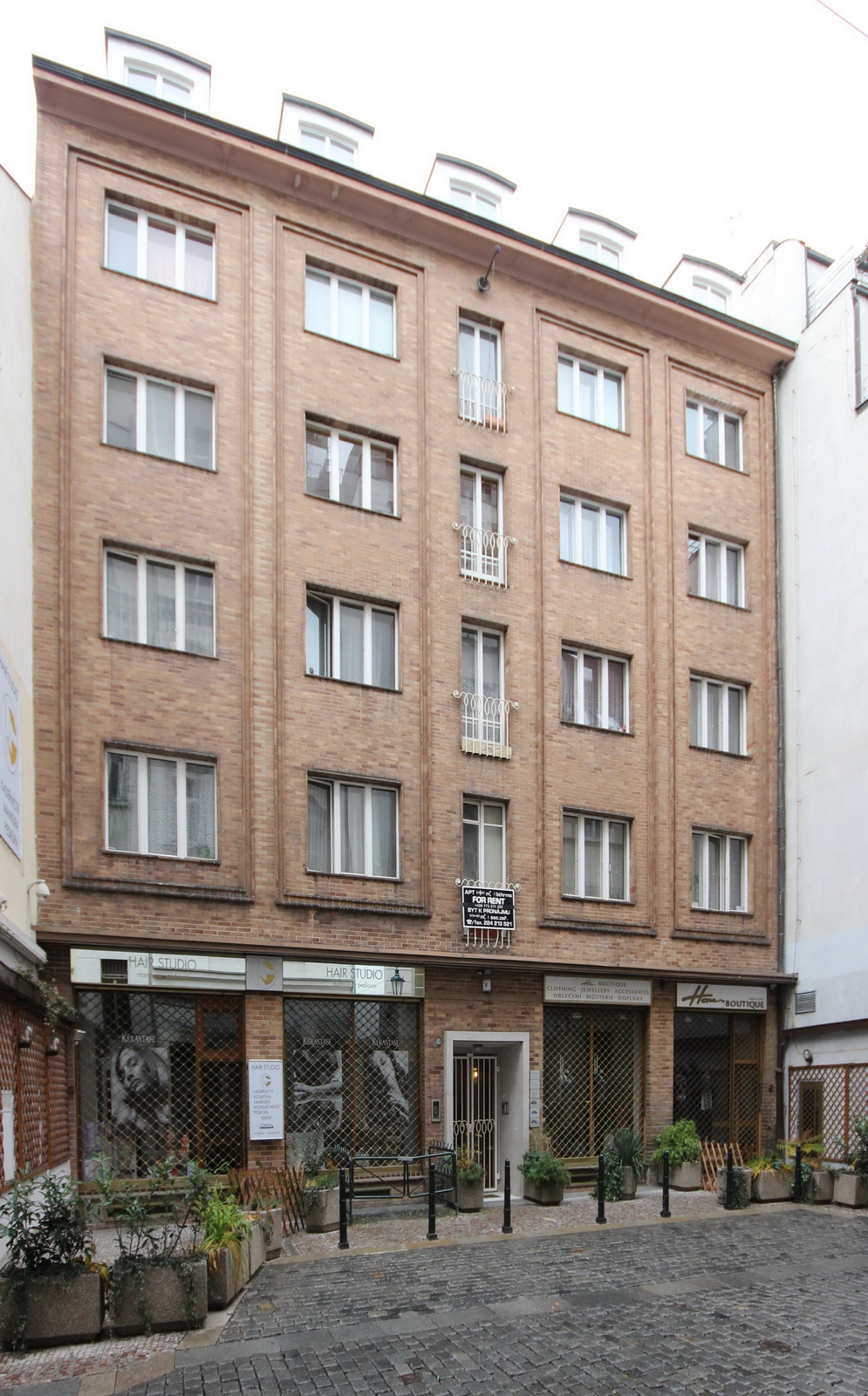
Mietshaus in Prag
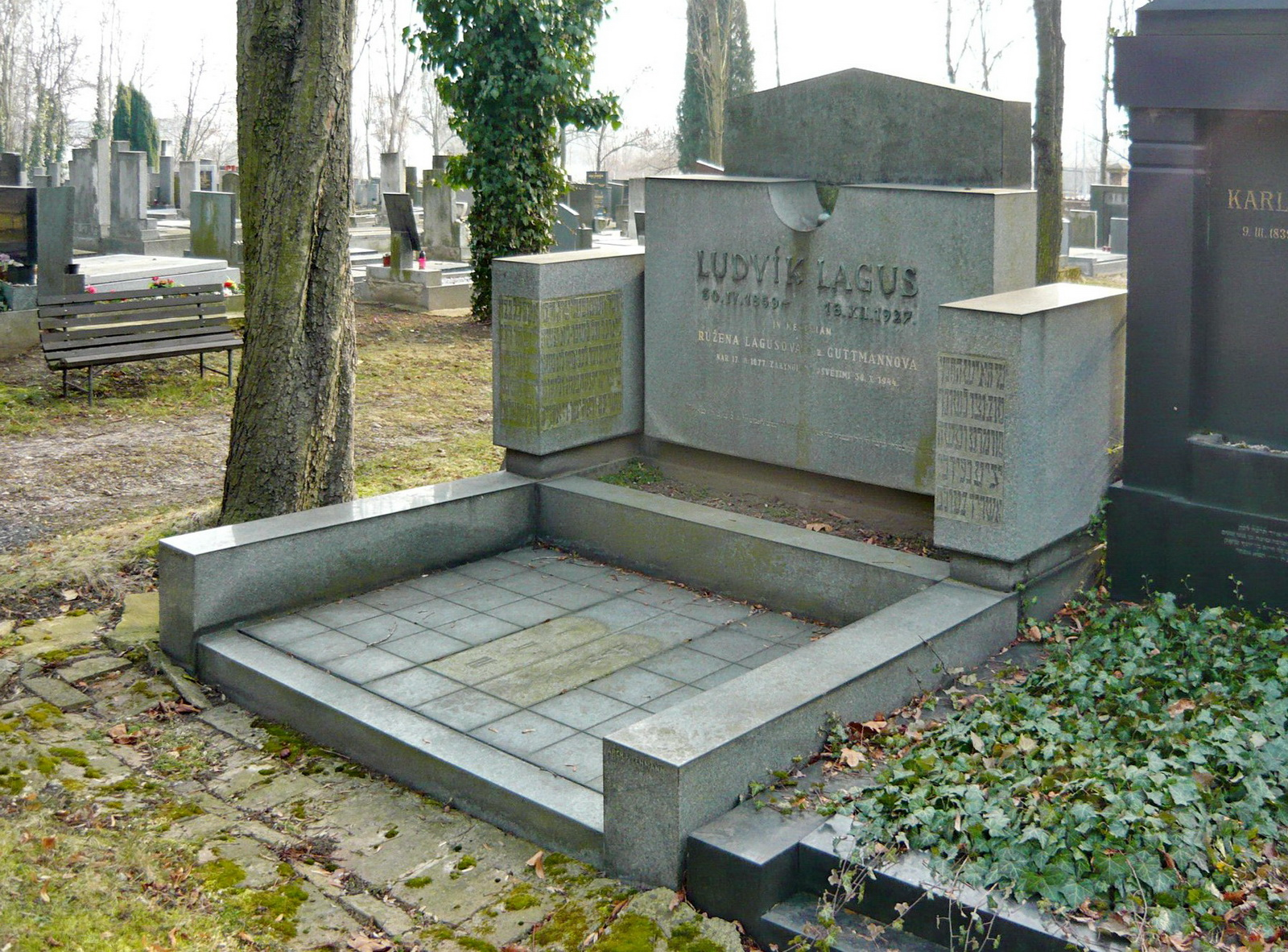
Grabstelle von Ludvík Lagus, 1934, Jüdischer Friedhof Žižkov
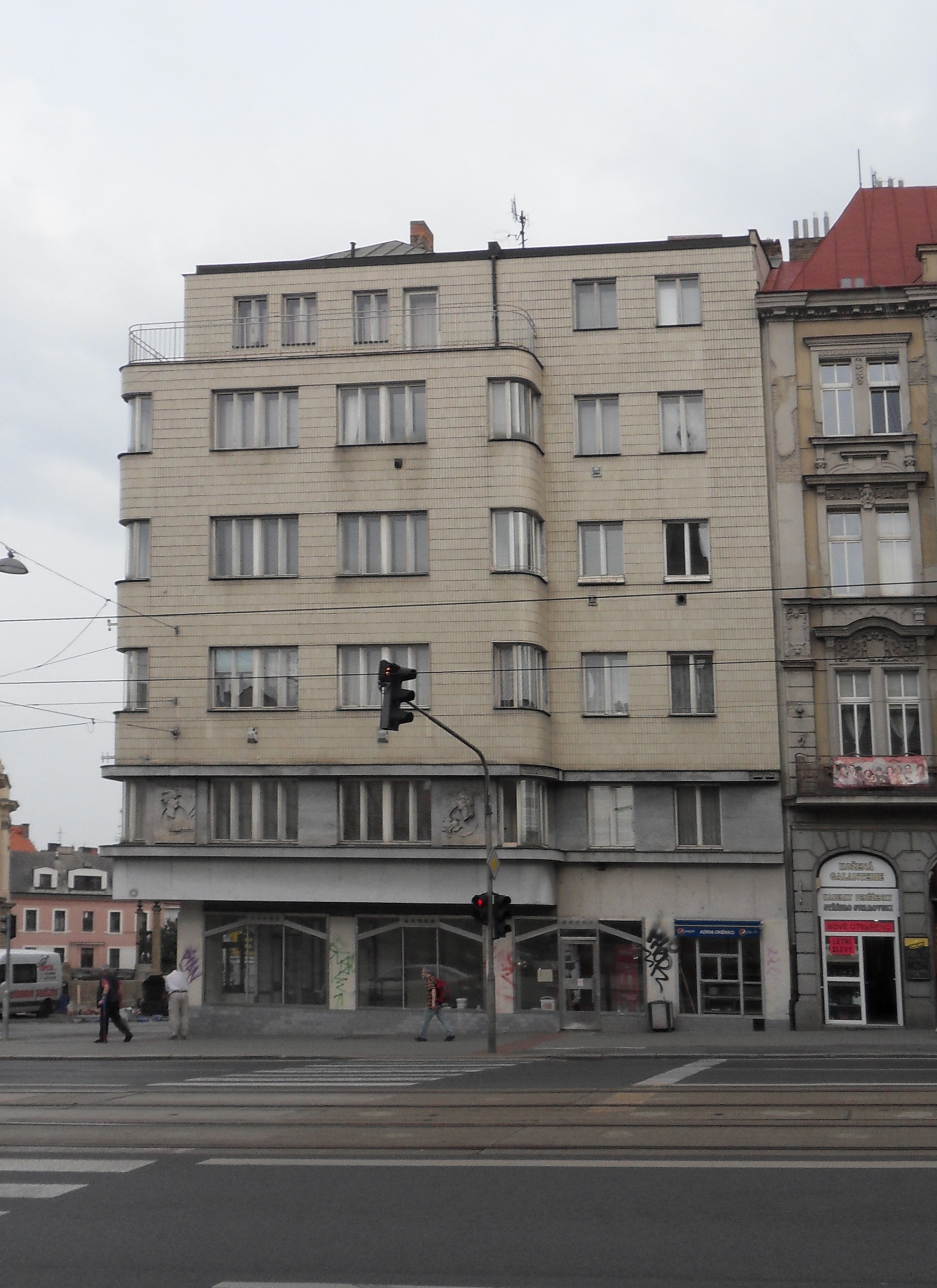
Geschäftshaus der Versicherung Riunione Adriatica in Pilsen